# Panzerjäger Nashorn

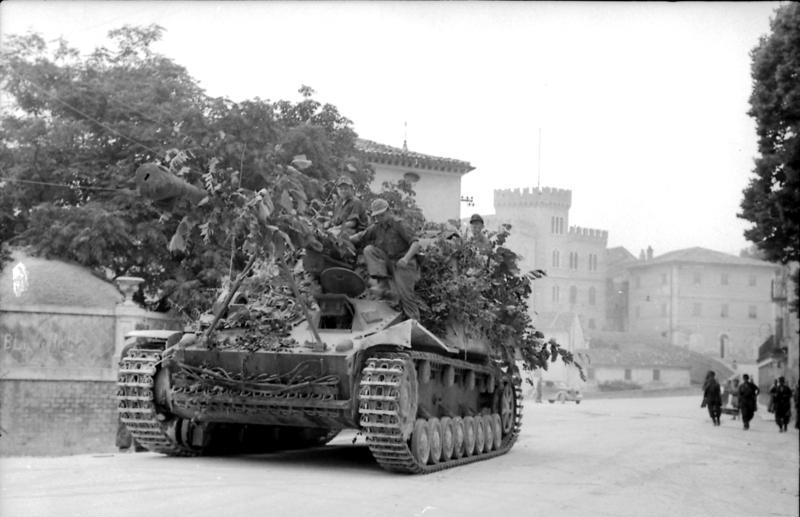
Soldaten auf getarntem Panzerjäger „Nashorn/Hornisse“, Senigallia, Italien

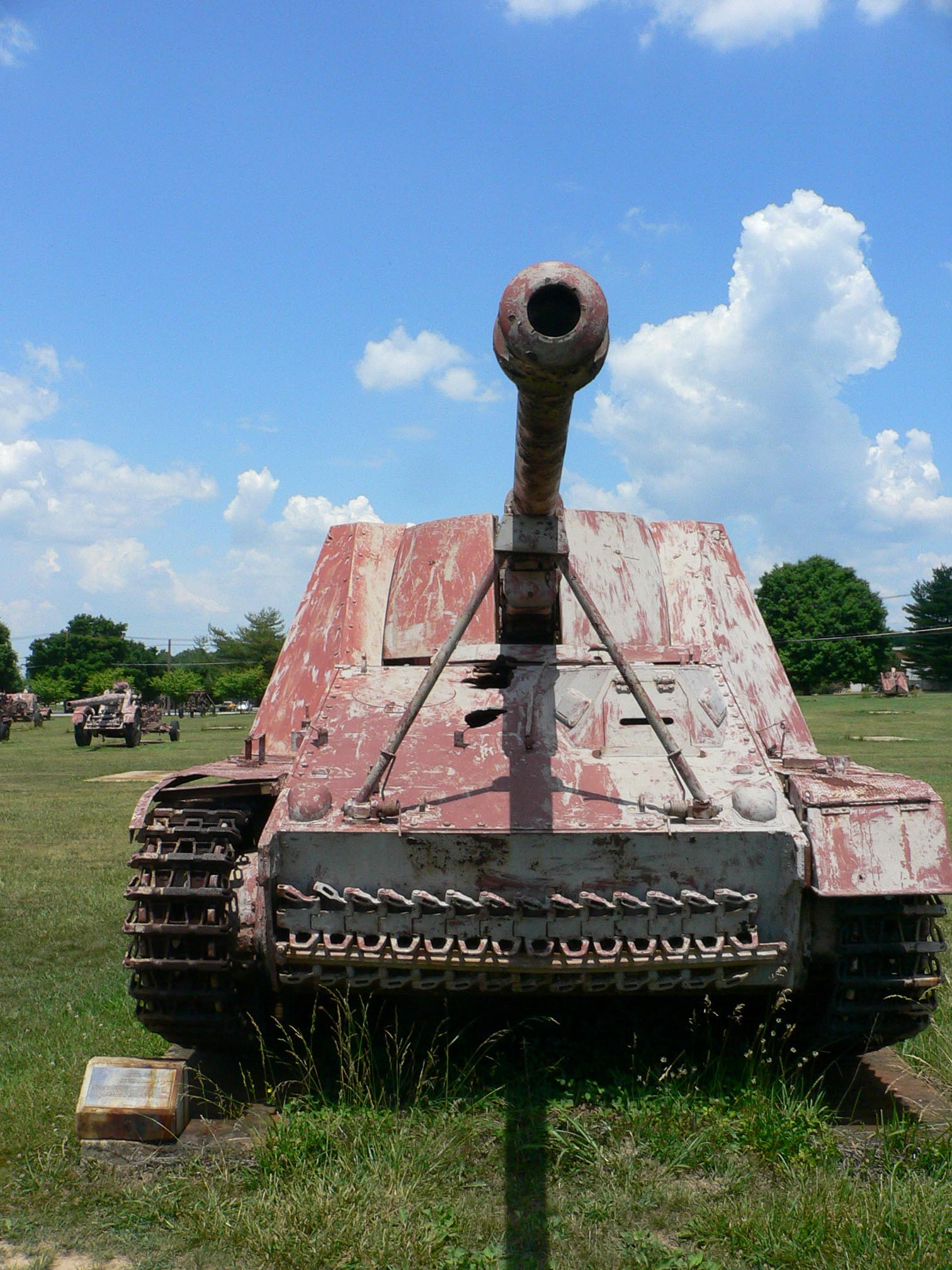
Frontansicht eines Nashorn vom US Army Ordnance Museum

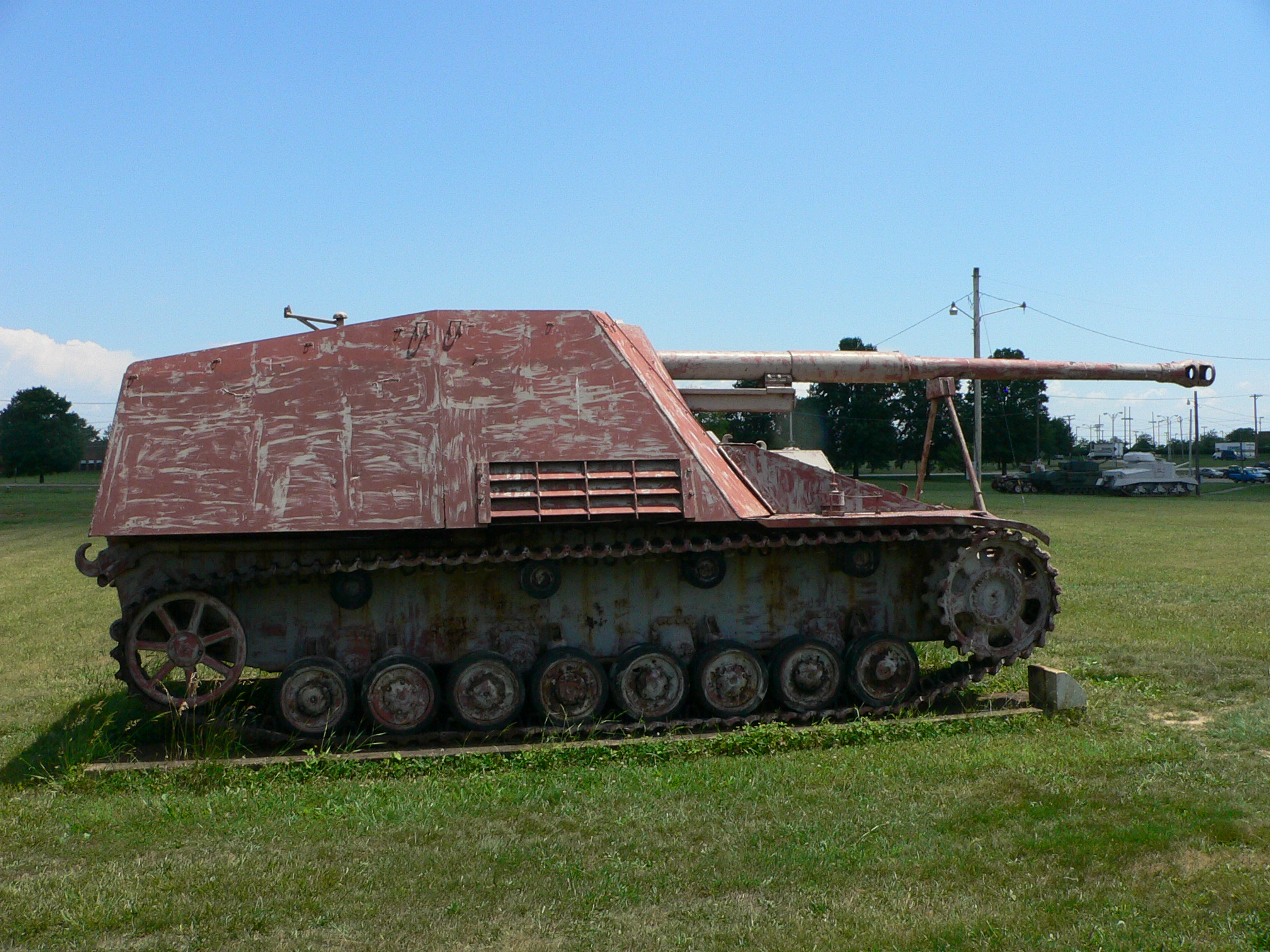
Seitenansicht eines Nashorn vom US Army Ordnance Museum

Die 8,8 cm PaK 43/1 auf Fgst. Pz.Kpfw. III/IV (SF) (Sd.Kfz. 164) (Suggestivname: Hornisse bzw. Nashorn) war ein schwerer Panzerjäger der deutschen Wehrmacht im Zweiten Weltkrieg.
Es handelte sich um das erste Kampffahrzeug, das mit der Kampfwagen-Version 8,8-cm-KwK/PjK 43 L/71 der leistungsstarken 8,8-cm-Pak 43 bewaffnet war. Spätere und bekanntere Fahrzeuge mit der im Prinzip gleichen Kanone waren der Elefant, der Königstiger und der Jagdpanther.

## Namensgebung
Dieser Panzerjäger, der gleichzeitig mit der Panzerhaubitze Hummel entwickelt worden war, wurde 1943 als „Hornisse“ in Dienst gestellt. Im Februar 1944 untersagte Hitler jedoch die Nutzung dieses Namens, da er ihn unpassend für ein solches Kampffahrzeug fand und er Verwechselungen mit der Panzerhaubitze Hummel vorbeugen wollte. Daraufhin wurde es in „Nashorn“ umbenannt.

## Entwicklung

### Vorgeschichte
Bereits vor dem Angriff auf die Sowjetunion hatte Hitler in einer Besprechung am 25. Mai 1941 die Entwicklung von schweren Selbstfahrlafetten (zu diesem Zeitpunkt für die Kaliber 10,5 und 12,8 cm) gefordert, um Bunker und stark gepanzerte Fahrzeuge erfolgreich bekämpfen zu können. Nach dem „Panzerschock“ der Wehrmacht im Sommer 1941, bei dem häufig nur 8,8-cm-Flak die neuen sowjetischen mittleren Panzer T-34 und schweren KW-Panzertypen ausschalten konnten, war dann die vorherige Forderung Hitlers nach einer 8,8-cm-Panzerabwehrkanone noch eindringlicher geworden. Ein Auftrag des Heereswaffenamtes hatte bereits im Herbst 1941 die Entwicklung einer „8,8-cm-Kanone (Pz.Sfl.) auf Sonderfahrgestell“ vorgesehen. Die Rückmeldung der guten Leistungen, die mit der 8,8-cm-Flak 41 erreicht wurden, und der Einsatz dieses Geschützes zur Panzerbekämpfung in Nordafrika, mündeten im Sommer 1942 in der dezidierten Forderung Hitlers dieses Geschütz, das auf 1000 m eine 30° gewinkelte 160 mm starke Panzerplatte durchschlagen konnte, für den Sommer 1943 in größeren Stückzahlen (300 bis 500) als Panzerabwehrkanonen und Panzerjäger gefertigt zu haben.

### 8,8-cm-Panzerabwehrkanone
Der Beginn der 8,8-cm-PaK war eine Konkurrenzentwicklung von Krupp (Projekt 8,8-cm-Flak 42) gegen Rheinmetall-Borsig um die später eingeführte 8,8-cm-FlaK 41, wobei Krupp als Entwurfsfirma der 8,8-cm-KwK 41 bereits Erfahrungen mit Waffen zur Panzerbekämpfung in diesem Kaliber hatte. Beide Firmen entwickelten für das Flak-Projekt eigene Munition, die 8,8-cm-Flak-Patronen-41 (Flak 41) und die Flak-Patrone-42. Für die Pak wurde wegen der stärkeren Treibladung die Krupp-Patrone 42 ausgewählt.
Mitte Juni 1942 wurden dann gemäß dem „Überblick über den Stand der Entwicklungen beim Heer“ Nr. 661/42 die Firmen Rheinmetall und Krupp beauftragt eine 8,8-cm-PaK 43 zu entwickeln. Maßgeblich waren wie oben genannt, die von der bereits entwickelten 8,8-cm-Flak 41 bekannten Leistungsparameter in Mündungsgeschwindigkeit (V0 = 1000 m/s) und Durchschlagleistung (160 mm aus 1000 m unter 60° Neigung).
Aus Produktionsgründen sollte das ca. 1500 kg schwere Rohr in zwei Teilen gefertigt werden, es war mit 6280 mm deutlich kürzer als jenes der Flak 41. In einer Besprechung am 11. September 1942 wurde diskutiert, dass 500 Geschütze in der Lafette der 10-cm-Kanone 41 am 12. Mai 1943 fertig gestellt sein sollten.
Da der kurzfristig zu entwickelnde Panzerjäger möglichst schnell verfügbar sein sollte, war eine Konstruktionsvorgabe die Übernahme der für die Panzerabwehrkanone vorhandenen Konstruktionsgruppen: Rohr, Wiege, Rohrbremse, Rohrvorholer, Ausgleicher, Oberlafette, Richtmaschine, Zieleinrichtung, einschließlich dazugehörigem Zubehör und Wartungsgerät.

### Geschützwagen III/IV
Die Abteilung Wa Prüf 4 des Heereswaffenamtes hatte kurz nach der Forderung Hitlers erkannt, dass die Entwicklung einer Selbstfahrlafette entsprechend der Forderung vom Jahresanfang 1942 praktisch nicht bis zum erforderlichen Produktionsstart eines Panzerjägers mit der neuen 8,8-cm-Pak Anfang 1943 abgeschlossen sein würde. In einer Besprechung am 28. Juli 1942 wurde der Beschluss gefasst eine Zwischenlösung zu beauftragen. Die Firma Alkett hatte bereits seit Kriegsbeginn Erfahrungen mit improvisierten beziehungsweise kurzfristigen Lösungen bei der Montage von Geschützen auf Panzerfahrzeugen gesammelt und wurde konsequenterweise auch mit diesem Projekt betraut. Durch Verzögerungen bei der Entwicklung einer Selbstfahrlafette für die 15-cm-schwere Feldhaubitze 18 war auch für dieses Geschütz bereits ein Konzept bei Alkett beauftragt worden.
Die Kurzfristigkeit des Bedarfes erforderte die Verwendung von Bauteilen aus bestehender Fertigung. Während die bewährten Fahrwerkskomponenten und die leicht verbreiterte Wanne vom Panzerkampfwagen IV kamen, wurde Getriebe (SSG 77), Stütz- und Lenkbremse, Motor (HL 120 TRM), Antriebsstrang und Seitenvorgelege aus der Fertigung des Panzerkampfwagen III Ausf. J verwendet. Nur die Antriebswelle, eine Auspuffanlage, ein Öleinfüllstutzen, ein elektrischer Anlasser und andere Kleinigkeiten wurde neu konstruiert.
Während die ersten Panzerhaubitzen Hummel im Dezember 1942 fertiggestellt wurden, wurden die ersten „Panzerjäger Hornisse“ erst im Februar 1943 ausgeliefert. Der Prototyp der „Hummel“ war Hitler im Oktober 1942 als Weichstahlmodell auf Basis des neuen Geschützwagen III/IV vorgeführt worden, dieses Fahrzeug ist fotografisch dokumentiert.

## Produktion
Die Serienfertigung von 494 Fahrzeugen von Februar 1943 bis März 1945 erfolgte bei Alkett und in den Deutschen Eisenwerken Teplitz-Schönau.

## Munition
| PaK 43                             | Panzergranate 39/43 | Panzergranate 40/43 (Hartkern) | Sprenggranate 43 |
| ---------------------------------- | ------------------- | ------------------------------ | ---------------- |
| Gewicht                            | 10,2 kg             | 7,3 kg                         | 9,4 kg           |
| Mündungsgeschwindigkeit            | 1000 m/s            | 1130 m/s                       | 750 m/s          |
| Durchschlag bei 30° Auftreffwinkel |                     |                                |                  |
| aus 100 m Entfernung               | 203 mm              |                                |                  |
| aus 500 m Entfernung               | 182 mm              | 226 mm                         |                  |
| aus 1000 m Entfernung              | 167 mm              | 192 mm                         |                  |
| aus 2000 m Entfernung              | 139 mm              | 136 mm                         |                  |
| Durchschlag bei 60° Auftreffwinkel |                     |                                |                  |
| aus 0 m Entfernung                 | 198 mm              | 265 mm                         |                  |
| aus 500 m Entfernung               | 182 mm              | 226 mm                         |                  |
| aus 1000 m Entfernung              | 167 mm              | 192 mm                         |                  |
| aus 1500 m Entfernung              | 153 mm              | 162 mm                         |                  |
| aus 2000 m Entfernung              | 139 mm              | 136 mm                         |                  |
| aus 2500 m Entfernung              | 127 mm              | 114 mm                         |                  |
| Durchschlag bei 90° Auftreffwinkel |                     |                                |                  |
| aus 0 m Entfernung                 | 225 mm              | 311 mm                         |                  |
| aus 500 m Entfernung               | 207 mm              | 274 mm                         |                  |
| aus 1000 m Entfernung              | 190 mm              | 241 mm                         |                  |
| aus 1500 m Entfernung              | 174 mm              | 211 mm                         |                  |
| aus 2000 m Entfernung              | 159 mm              | 184 mm                         |                  |
| aus 2500 m Entfernung              | 145 mm              | 159 mm                         |                  |

## Einsatz
Zwar hatte dieser Panzerjäger mit der 8,8-cm-PaK 43 ein leistungsfähiges Geschütz, das praktisch jeden Panzer der Alliierten außer Gefecht setzen konnte, allerdings war die Panzerung sehr dünn und das Fahrzeug nach hinten und oben offen. Gerade bei Artillerie- wie auch bei MG-Beschuss auf kurze Entfernung war die Besatzung stark gefährdet. Zudem erschwerte die ungünstig hohe Silhouette das Unentdecktbleiben – und somit das Überleben auf dem Schlachtfeld.
Der erste Einsatz von Hornissen Panzerjägern fand im Juli 1943 durch die s.Pz.Jg.Abt. 560 beim XXXXII. Armeekorps im Rahmen der Armeeabteilung Kempf während der Schlacht um Kursk statt. Hierbei sicherte die Abteilung die Flanke des III. Panzerkorps.
Noch am 6. März 1945 schoss ein Nashorn der s.Pz.Jg.Kp. 93 einen der wenigen bisher eingesetzten neuen M26 Pershing Kampfpanzer der Alliierten in Köln-Niehl aus circa 500 m Entfernung ab.
Da die 8,8-cm-PaK 43/1 (L/71) auf Fgst. Pz.Kpfw. III/IV (Sf) nur an spezielle Einheiten und Ausbildungsverbände geliefert wurde und die Unterlagen erhalten sind, gibt es ein umfassendes Bild zum Einsatz der Fahrzeuge. Die Einsatzgeschichte der Verbände ist hingegen nur geringfügig in der allgemeinen Literatur abgehandelt.
Verbände und nachweislich gelieferte Fahrzeuge:
- schwere Heeres Panzerjäger-Abteilung 88 (67 Fahrzeuge / Dez 1943 – März 1945)
- schwere Heeres Panzerjäger-Abteilung 93 (85 Fahrzeuge / Juli 1943 – Aug 1944)
- schwere Heeres Panzerjäger-Abteilung 519 (60 Fahrzeuge / Sep 1943 – Juni 1944)
- schwere Heeres Panzerjäger-Abteilung 525 (90 Fahrzeuge / Mai 1943 – Nov 1944)
- schwere Heeres Panzerjäger-Abteilung 560 (34 Fahrzeuge / Mai 1943 – Feb 1944)
(Anmerkung: aus den Unterlagen geht nicht hervor, wie die Abteilung die fehlenden 11 Hornissen erhielt, um auf Sollstärke zu kommen)
- schwere Heeres Panzerjäger-Abteilung 655 (54 Fahrzeuge / Mai 1943 – März 1944)
- schwere Heeres Panzerjäger-Abteilung 664 (eigentlich mit Pak 43 ausgerüstet, 1. Kompanie scheinbar im Nov 1944 in Mielau mit mindestens 9 Nashörner ausgerüstet)
- II. Abteilung / Panzer-Regiment 2 (22 Fahrzeuge / Nov–Dez. 1944)
- Panzerjäger-Abteilung 37 / 1. Panzer Division (Herkunft und Anzahl der Fahrzeuge unklar, belegt für Dez 1944 – April 1945)
- schwere Panzerjäger-Kompanie 669 (17 Fahrzeuge / Jan–Feb 1945)
- schwere Panzer Abteilung 424 (2 Nashörner vermutlich von der s.Pz.Jg.Kp. 669 nach Zerschlagung im Raum Kielce)
- 2. Zug / Panzer Kompanie Kummersdorf (Bestandsmeldung 31.03.1945 – vermutlich eines der Erprobungsfahrzeuge – Einsatz bei der Kampfgruppe Moews ab 21. April 1945)
- Inspekteur der Panzertruppen (für Pz.Jg.Ers.Abt 43, Pz.Jg.Ers.Abt. 3, Pz.Tr.Schule Wünsdorf / 14 Fahrzeuge / Mai 1943 – Aug 1943 (+1 Fzg? Pz.Jg.Ausb.Abt 43))
- Heereswaffenamt (1 Fahrzeug für Erprobungszwecke)
- Wa. Prüf. (1 Fahrzeug für Erprobungszwecke)

### Organisation einer schweren Panzerjäger-Abteilung
Jede Abteilung bestand aus drei Kompanien zu je 14 Panzerjägern und hatte, zuzüglich 3 Reservepanzer, einen Sollbestand von 45 Panzerjägern.
Zum Bestand einer Panzerjägerkompanie Hornisse zählten:
- Kompanieführungsgruppe (1 Offizier, 7 Unteroffiziere, 8 Mannschaften):
  - Kompaniechef/Panzerjägerführer, Richtschütze, Ladeschütze, Funker, Kraftfahrer (Panzer 01)
  - Panzerjägerführer, Richtschütze, Ladeschütze, Funker, Kraftfahrer (Panzer 02)
  - Kompanietruppführer, Kraftfahrer (auf mittlerem geländegängigem PKW)
  - 3 Kradmelder (2 Kräder sowie 1 Krad mit Beiwagen)

- 1. Zug (1 Offizier, 13 Unteroffiziere, 17 Mannschaften):
  - Zugführer, Beobachtungsunteroffizier, Kraftfahrer (auf leichtem geländegängigem PKW)
  - Kradmelder (auf Krad mit Beiwagen)
  - Panzerjägerführer, Richtschütze, Ladeschütze, Funker, Kraftfahrer (Panzer 11)
  - Panzerjägerführer, Richtschütze, Ladeschütze, Funker, Kraftfahrer (Panzer 12)
  - Panzerjägerführer, Richtschütze, Ladeschütze, Funker, Kraftfahrer (Panzer 13)
  - Panzerjägerführer, Richtschütze, Ladeschütze, Funker, Kraftfahrer (Panzer 14)
  - 2 Kraftfahrer (auf 2 Gleisketten-Lastkraftwagen 2t, offen für Munition)
  - 1 Kraftfahrer (auf LKW 3 to für Munition)
- 2. Zug wie oben (Panzer 21–24)
- 3. Zug wie oben (Panzer 31–34)

- Instandsetzungsgruppe (3 Unteroffiziere, 15 Mannschaften)
  - 10 Panzerwarte
  - 2 Panzerfunkwarte
  - 2 Waffenmeister
  - 1 Kraftfahrer (auf leichtem Instandsetzungskraftwagen, Kfz.2/40)
  - 1 Kraftfahrer (auf LKW 3 to für Ersatzteile)
  - 1 Kraftfahrer (auf LKW 3 to für Werkstattgerät, Ausstattung für Kfz.I-Gruppe)
  - 1 Panzerwart/Kraftfahrer (auf Gleisketten-Lastkraftwagen 2t, offen)

- Wechselgruppe (2 Unteroffiziere, 5 Mannschaften)
  - Panzerjägerführer, Richtschütze, Ladeschütze, Funker, 2 Kraftfahrer
  - Kraftfahrer (auf LKW 3 to)

- Gefechtstross (6 Unteroffiziere, 14 Mannschaften)
  - Hauptfeldwebel, Kraftfahrer (auf leichtem geländegängigem PKW)
  - Schirrmeister, Waffenmeister, Waffenmeistergehilfe, 4 HiWi, Geräteunteroffizier, Kraftfahrer (auf LKW 3 to, für Gerät)
  - 2 Kraftfahrer (auf 2 Lkw 4,5 t, für Betriebsstoff)
  - 2 Kraftfahrer (auf 2 Lkw 4,5 t, für Munition)
  - Feldküchenunteroffizier, Feldkoch, HiWi, Kraftfahrer (auf LKW 3 to, für großen Feldkochherd)
  - Sanitätsunteroffizier, Krankenträger/Kraftfahrer (auf Krad mit Beiwagen)

- Gepäcktross (1 Unteroffizier, 3 Mannschaften)
  - Rechnungsführer, Schuhmacher, Schneider, Kraftfahrer (auf Lkw 1,5 to, für Gepäck)

## Erhaltene Exemplare

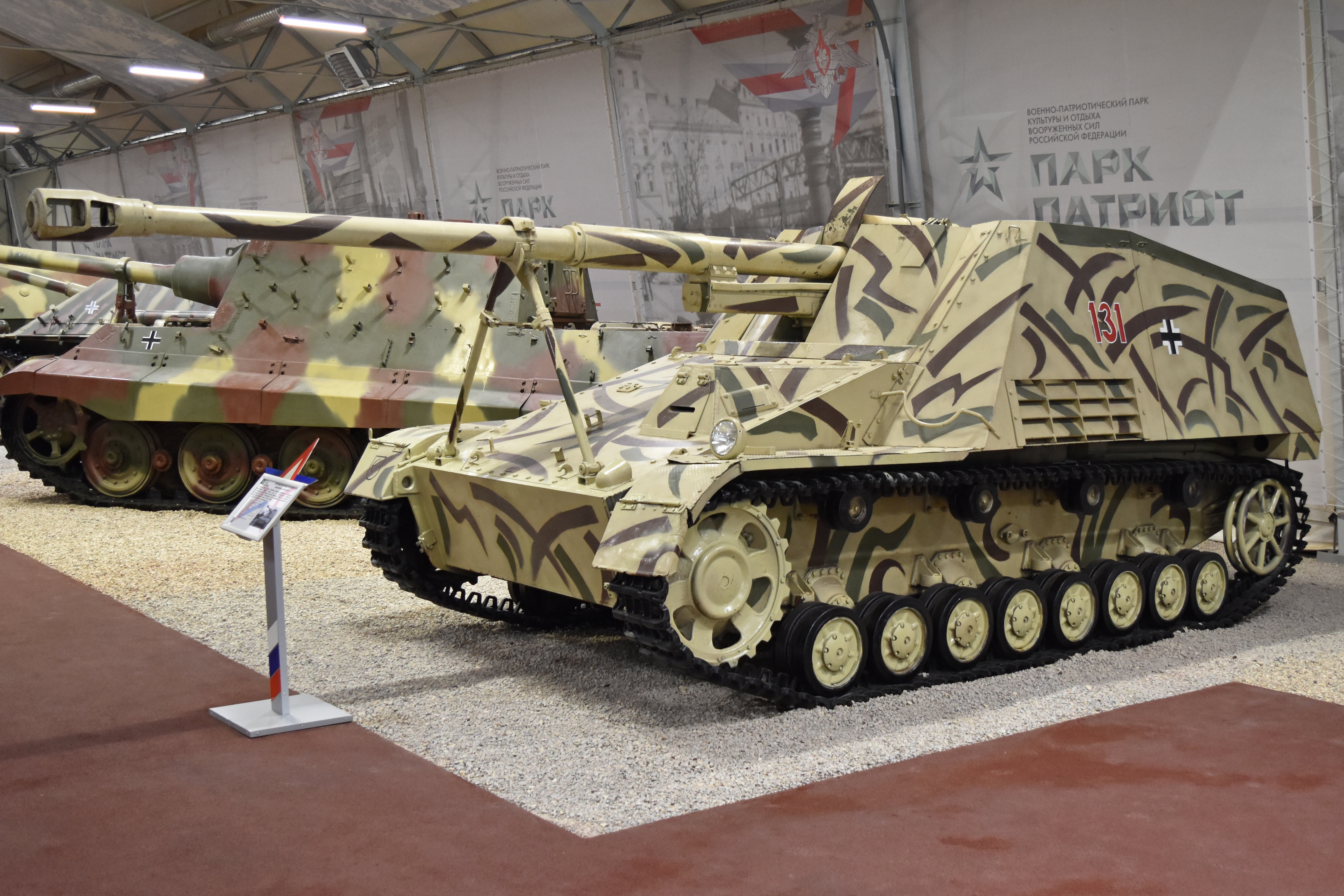
Nashorn im Patriot Park

Mindestens drei Fahrzeuge existieren bis heute und sind teils in Museen ausgestellt:
- Das ursprünglich in Maryland im US Army Ordnance Museum auf dem Gelände des Aberdeen Proving Ground in den USA ausgestellte Fahrzeug wurde in ein neues Museum in Fort Lee überführt.
- Das ursprünglich im Panzermuseum Kubinka ausgestellte Fahrzeug in Russland ist mittlerweile überholt worden und Teil der Ausstellung im Patriot Park in Moskau.
- Ein niederländisches Team arbeitet an der Restauration eines fahrtüchtigen Nashorns (SD KFZ 164), das u. a. auf Vorführungen historischer Militärfahrzeuge gezeigt werden soll.